# Afinación del piano

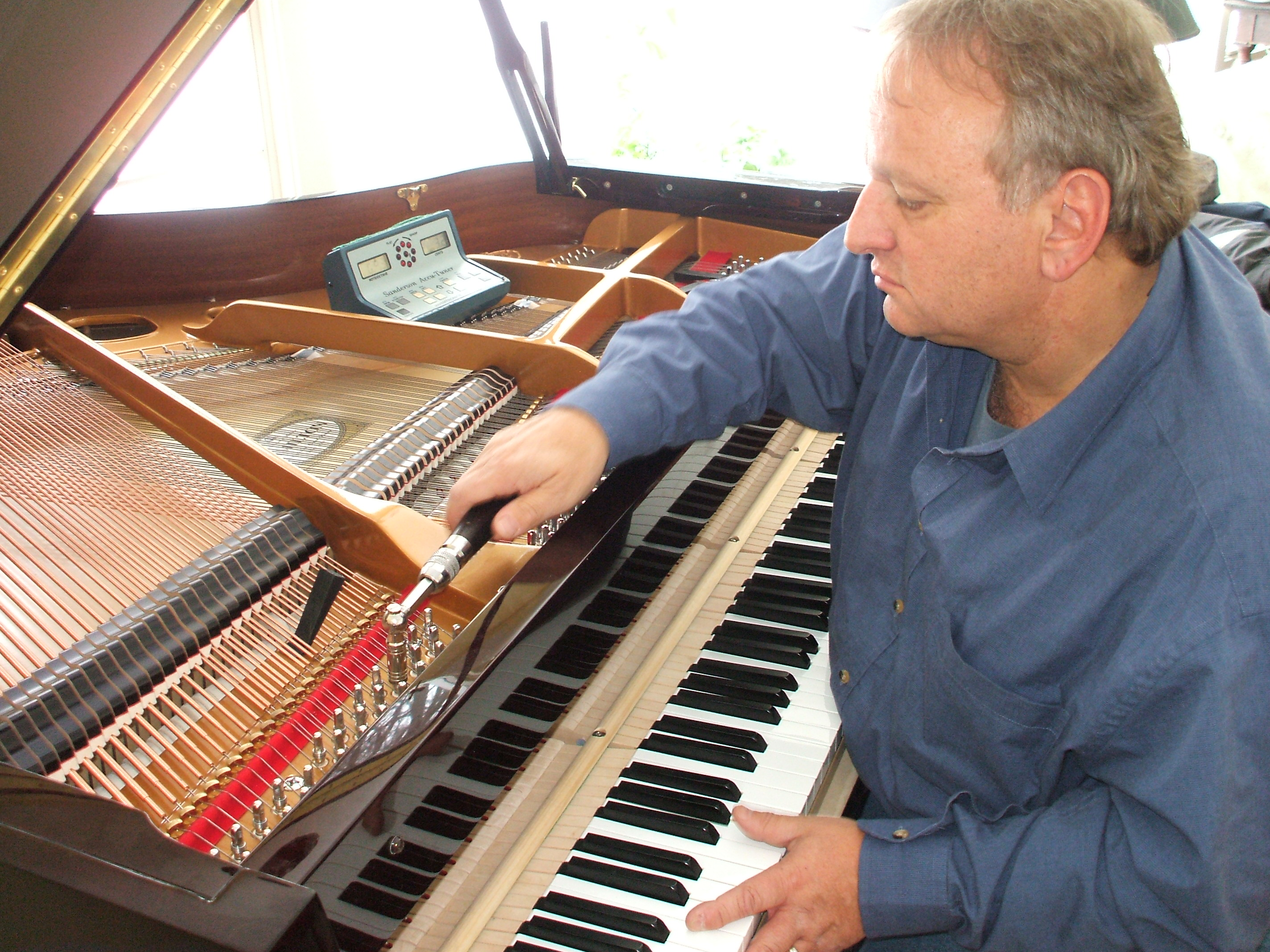
Un afinador de pianos ajustando el clavijero de cuerdas de un piano de cola.

La afinación del piano es el acto de hacer ajustes mínimos a las tensiones de las cuerdas de un piano para alinear correctamente los intervalos entre sus tonos a fin de que el instrumento esté afinado. El significado de la expresión "afinado" en el contexto de afinación del piano no es simplemente un conjunto fijo de alturas. Una buena afinación del piano requiere una evaluación de la interacción entre las notas, que es diferente para cada instrumento, de modo que en la práctica requiere alturas ligeramente diferentes a las empleadas en cualquier estándar teórico. Lo que hace el afinador, básicamente, es oír batidas: dos frecuencias lo suficientemente cercanas entre sí que se contraponen una a la otra produciendo oscilaciones de una frecuencia audible e identificable. Los pianos por lo general son afinados a una versión modificada del sistema llamado temperamento igual. En todos los sistemas de afinación, cada altura se puede obtener de su relación con una altura prefijada, que es por lo general el sonido «la 440».

## Temperamento y batimiento

Gráfico del fenómeno de batimiento.

La relación entre dos alturas, llamada intervalo, es la proporción de sus frecuencias absolutas. Dos intervalos diferentes son percibidos como el mismo cuando los pares de alturas implicados comparten la misma proporción de frecuencia. Los intervalos más fáciles de identificar y los más fáciles para afinar, son aquellos que están afinados en el sistema justo, es decir, que tienen una proporción de número entero sencillo. El término temperamento se refiere a un sistema de afinación que atenúa los intervalos justos (por lo general la quinta justa tiene una proporción 3:2) para satisfacer alguna otra propiedad matemática; en el temperamento igual, una quinta estaría atenuada ligeramente, alcanzando un ligero agravamiento del tono superior, o incrementando levemente el tono inferior.
La atenuación de un intervalo causa batimiento, que es una fluctuación en la intensidad debido a la interferencia entre tonos cercanos pero desiguales. La tasa de batimiento es igual a las diferencias de frecuencia de cualquier armónico que están presentes para ambos tonos y que coinciden o están cerca de coincidir. Se escucha claramente cuando la diferencia entre los tonos de estos armónicos coincidentes es pequeña (menor de 20 cents). El tono real de una cuerda de piano al vibrar no es sólo un tono, sino que es una disposición de tonos compleja denominada serie armónica. Por ello, dos cuerdas que están cercanas a una proporción de un armónico simple, como una quinta justa, producirán batimiento en los tonos más altos (en su armonía coincidente), debido a la diferencia de altura entre sus armónicos coincidentes. En el caso de un intervalo que está cerca de una quinta justa, se escucha un fuerte batimiento que triplica la frecuencia fundamental de la cuerda más grave (una octava más una quinta justa por encima), y duplica la frecuencia de la cuerda más aguda (una octava por encima). En caso de que estas frecuencias se puedan calcular, un temperamento puede ser afinado auditivamente por la sincronización del batimiento de los intervalos temperados.
Un método práctico de afinación del piano comienza con el ajuste de un conjunto de cuerdas en el registro medio del piano a una octava temperada. Una vez que estas cuerdas son ajustadas, el afinador puede continuar ajustando los demás tonos comparando intervalos de octava con esa octava temperada. Esto es conveniente, porque la octava es el intervalo más fácil de afinar porque tiene la proporción más simple (2:1) después del unísono (1:1). Estas octavas son afinadas sin batimiento.

### Tabla de frecuencias de batimiento
La siguiente tabla muestra las frecuencias de batimiento entre las notas en una octava de temperamento igual. La fila superior indica las frecuencias absolutas de los tonos; por lo general sólo el la 440 es determinado auditivamente. Cada uno de los demás números indica la tasa de batimiento entre dos tonos cualquiera, que comparten la fila y la columna con aquel número, en la octava temperada. Se comienza afinando de una nota a otra de modo que el batimiento desaparezca, el temperado del intervalo en la dirección apropiada (haciendo el intervalo más amplio o más estrecho) hasta alcanzar la tasa de batimiento deseada. El batimiento lento puede ser medido con cuidado con un metrónomo u otro dispositivo similar.
Para las terceras en la octava temperada, es difícil afinar tanto batimiento por segundo, pero después del ajuste del temperamento y su duplicación una octava inferior, todas estas frecuencias de batimiento están presentes en la mitad de la tasa indicada en dicha octava inferior, que es excelente para verificar que el temperamento es correcto. Una de las pruebas más fáciles sobre el temperamento igual es tocar una sucesión de terceras mayores, cada uno un semitono más alto que el anterior. Si el temperamento igual ha sido alcanzado, la tasa de batimiento de estas terceras debería aumentar uniformemente sobre el registro del piano.
| 261,626  | 277,183  | 293,665  | 311,127 | 329,628 | 349,228 | 369,994 | 391,995 | 415,305 | 440,000 | 466,164 | 493,883       | 523,251       |
| 0,00000  |          |          | 14,1185 | 20,7648 | 1,18243 |         | 1,77165 | 16,4810 | 23,7444 |         |               | do            |
|          |          | 13,3261  | 19,5994 | 1,11607 |         | 1,67221 | 15,5560 | 22,4117 |         |         | si            |               |
|          | 12,5781  | 18,4993  | 1,05343 |         | 1,57836 | 14,6829 | 21,1538 |         |         | si♭     |               |               |
| 11,8722  | 17,4610  | 0,994304 |         | 1,48977 | 13,8588 | 19,9665 |         |         | la      |         |               |               |
| 16,4810  | 0,938498 |          | 1,40616 | 13,0810 | 18,8459 |         |         | la♭     |         |         |               |               |
| 0,885824 |          | 1,32724  | 12,3468 | 17,7882 |         |         | sol     |         |         |         | Fundamental   | Fundamental   |
|          | 1,25274  | 11,6539  | 16,7898 |         |         | fa♯     |         |         |         |         | Octava        | Octava        |
| 1,18243  | 10,9998  | 15,8475  |         |         | fa      |         |         |         |         |         | Sexta mayor   | Sexta mayor   |
| 10,3824  | 14,9580  |          |         | mi      |         |         |         |         |         |         | Sexta menor   | Sexta menor   |
| 14,1185  |          |          | mi♭     |         |         |         |         |         |         |         | Quinta justa  | Quinta justa  |
|          |          | re       |         |         |         |         |         |         |         |         | Cuarta justa  | Cuarta justa  |
|          | do♯      |          |         |         |         |         |         |         |         |         | Tercera mayor | Tercera mayor |
| do       |          |          |         |         |         |         |         |         |         |         | Tercera menor | Tercera menor |

### Tabla de tonos del batimiento
La siguiente tabla indica el tono en el cual el batimiento más rápido debería producirse para intervalos útiles. Como se describe anteriormente, cuando se afina una quinta justa, por ejemplo, el batimiento puede no ser oído en cualquiera de los tonos fundamentales de las teclas pulsadas, pero más bien una octava y una quinta por encima de la más baja de las dos notas, que es el tono más bajo en el cual su serie armónica se superpone. Una vez que el batimiento puede ser oído, el afinador debe moderar el intervalo, ya sea ampliando o estrechando una afinación que no tiene batimiento.
| Intervalo     | Proporción aproximada | Batimiento por encima del tono inferior | Temperamento         |
| ------------- | --------------------- | --------------------------------------- | -------------------- |
| Unísono       | 1:1                   | Unísono                                 | Exacto               |
| Octava        | 2:1                   | Octava                                  | Exacto               |
| Sexta mayor   | 5:3                   | Dos octavas y una tercera mayor         | Ancho                |
| Sexta menor   | 8:5                   | Tres octavas                            | Estrecho             |
| Quinta justa  | 3:2                   | Una octava y una quinta                 | Ligeramente estrecho |
| Cuarta justa  | 4:3                   | Dos octavas                             | Ligeramente ancho    |
| Tercera mayor | 5:4                   | Dos octavas y una tercera mayor         | Ancho                |
| Tercera menor | 6:5                   | Dos octavas y una quinta                | Estrecho             |

### Octavas extendidas
La afinación descrita en la mencionada tabla de batimiento dará una aproximación buena de temperamento igual a través del registro de la octava temperada. Sin embargo si la afinación real del instrumento fuera extendida se haría cada vez más inexacta. Esto es debido a un factor conocido como inarmonía, que está presente en cantidades diferentes en todas las cuerdas de piano. La serie armónica de las cuerdas no coincide exactamente con los múltiplos de número entero de una frecuencia fundamental, sino más bien cada armónico es ligeramente más agudo que una proporción de un número entero y este incremento de agudeza hace que se alcancen los tonos más altos en la serie armónica (en un sentido estricto, los sobretonos de las cuerdas no son armónicos). Esto significa que una octava afinada auditivamente será ligeramente más ancha que la proporción justa de 2:1 asumida anteriormente, conocido como una octava extendida. La cantidad de extendimiento depende del tipo de piano y se determina principalmente por la longitud de las cuerdas: los pequeños pianos de cola y las espinetas tendrán octavas que se extienden más allá de lo que lo hacen las de los pianos de cola normales.
Esto tiene por efecto que las notas en el registro superior del instrumento sean ligeramente más agudas que las de la octava inferior. Esto es menos evidente en los pianos más largos ya que tienen cuerdas proporcionalmente más delgadas (la inarmonía de la cuerda está directamente relacionada con el grosor y longitud de la cuerda). A pesar de esta desviación del temperamento igual ideal más simple, se considera que es la forma correcta de afinar un piano porque mantiene el intervalo de identidad a través del instrumento, que en general mejora el sonido de la música que se interpreta en él.
Hay otros factores, físicos y psicoacústicos que afectan a la habilidad del afinador para conseguir el temperamento. Entre los factores físicos se encuentran los efectos adicionales de inarmonía debidos a la resonancia en la caja para las cuerdas de las notas graves y otros factores como una precaria fabricación de las cuerdas, las peculiaridades de la resonancia o la forma del puente que puede causar batimiento en algunas notas no relacionadas con la afinación y que el afinador de pianos no puede corregir. El principal factor psicoacústico es que el oído humano tiende a percibir las notas más altas más graves de lo que en realidad son cuando son comparadas con las de mitad del registro del piano. A menudo no es suficiente extender la afinación para tener en cuenta la inarmonía de las cuerdas, por lo que los afinadores de pianos deben extender las octavas altas del piano aún más.

Frecuencias del registro audible en una escala de doce y ocho temperada igual.